# Седенков, Тимофей Дмитриевич
Тимофей Дмитриевич Седенков (1918—1985) — старшина Советской Армии, участник Великой Отечественной войны, Герой Советского Союза (1945).

## Биография
Тимофей Седенков родился 14 февраля 1918 года в селе Камешково (ныне — город во Владимирской области). После окончания семи классов школы и школы фабрично-заводского ученичества проживал в Московской области, работал слесарем на заводе. В 1939 году Седенков был призван на службу в Рабоче-крестьянскую Красную Армию. Участвовал в боях на Халхин-Голе. С октября 1941 года — на фронтах Великой Отечественной войны.
К январю 1945 года гвардии старшина Тимофей Седенков командовал взводом автоматчиком разведывательной роты 17-й гвардейской механизированной бригады 6-го гвардейского механизированного корпуса 4-й танковой армии 1-го Украинского фронта. Отличился во время освобождения Польши. 25 января 1945 года Седенков с пятью товарищами переправился через Одер в районе Кёбена и принял активное участие в боях за захват и удержание плацдарма на его западном берегу, захватив немецкий дот и отразив десять немецких контратак.
Указом Президиума Верховного Совета СССР от 10 апреля 1945 года за «мужество, отвагу и героизм, проявленные в борьбе с немецкими захватчиками», гвардии старшина Тимофей Седенков был удостоен высокого звания Героя Советского Союза с вручением ордена Ленина и медали «Золотая Звезда» за номером 6015.
В 1946 году Седенков был демобилизован. Проживал в Москве, работал в торговле. Скончался 13 апреля 1985 года, похоронен на Кузьминском кладбище Москвы.
Был также награждён орденами Отечественной войны 1-й степени и Славы 2-й и 3-й степеней, рядом медалей.

## Память
- Мемориальная доска в память о Седенкове установлена Российским военно-историческим обществом на здании школы № 2 города Камешково, где он учился.